# Vieux-Condé
Vieux-Condé är en kommun i departementet Nord i regionen Hauts-de-France i norra Frankrike. Kommunen ligger i kantonen Condé-sur-l'Escaut som tillhör arrondissementet Valenciennes. År 2022 hade Vieux-Condé 10 455 invånare.

## Befolkningsutveckling
Antalet invånare i kommunen Vieux-Condé
| Referens: INSEE |